# Adam Saks
Adam Saks (født 1974 i København) er en dansk maler og grafiker, som bor og arbejder i Berlin.
Han er søn af arkitekt Bent Saks og direktør Birgitte Saks, født Flanbaum, og er uddannet på Det Kongelige Danske Kunstakademis Billedkunstskoler fra 1993 til 1999, afbrudt af studier i 1996-97 hos professor Bernd Koberling ved Hochschule der Künste i Berlin. I 2009 modtog han en pris fra Niels Wessel Bagges Kunstfond. Adam Saks modtog i 2015 som den første prismodtager Kjell Nupen Memorial Grant i Norge.
Adam Saks arbejder i et figurativt formsprog, som ligger i forlængelse af  tendenser i nyt amerikansk maleri. Han har udgivet en række grafiske bøger på Schäfer Grafisk Værksted i København, heriblandt Deep Drawings (2004), Raid (2004), Fill Your Hands (2007) samt Elephant Island (2009) på Kerber Verlag.
Han har blandt andet haft separatudstillinger på  Kunsthal Nord (2016), Museum Sønderjylland (2003), Kunsthal Aarhus (2007), Lieu d'art contemporain i Narbonne (2008), Nordiska akvarellmuseet (2009), ARoS Aarhus Kunstmuseum (2010) og Städtische Galerie Offenburg i Offenburg (2012).